# Інший фінал
«Інший фінал» (англ. The Other Final) — документальний фільм, знятий у 2002 році режисером Йоганом Крамером, про футбольний матч між збірними Бутану і Монтсеррату, які займали найнижчі місця в рейтингу збірних ФІФА. Матч проходив на стадіоні «Чанглімітанг» в Тхімпху, Бутан. Збірна Бутану перемогла з рахунком 4:0. Суддею матчу був англієць Стів Беннетт.

## Історія фільму
Фільм був знятий після того, як збірна Нідерландів не змогла кваліфікуватися на чемпіонат світу 2002 року. Режисер Крамер був засмучений програшем збірної Нідерландів на чемпіонаті світу, тому вирішив зняти фільм про збірних, які грали ще гірше. Гра відбулася в той же день, що і фінал чемпіонату світу між збірними Німеччини і Бразилії.

## Результат матчу
| 30 червня 2002 10:54 |

| Бутан                          | 4–0 | Монтсеррат |
| ------------------------------ | --- | ---------- |
| Дорджі 4', 67', 78' Чхетрі 76' |     |            |

| «Чанглімітанг», Тхімпху Глядачів: 15,000 Арбітр: Стів Беннетт (Англія) |

## DVD
Японський реліз DVD містить всередині упаковки пластиковий пакет з бутанськими поштовими марками і листівками.

## Нагороди
Фільм отримав дві нагороди:
- Приз Авіньйонського фестивалю як найкращий документальний фільм (2003)
- Спеціальний приз Міжнародного Бермудського кінофестивалю (2003)